# Luis Ávalos
Luis Ávalos (La Habana, 2 de septiembre de 1946 - 22 de enero de 2014) fue un actor de carácter cubano. Hizo numerosas apariciones en cine y televisión, sobre todo en la década de 1970 en el programa de televisión infantil The Electric Company. Se unió a la serie en la segunda temporada, interpretando sobre todo al Doctor Doolots. Su mayor papel en el cine hasta la fecha fue como Ramón, en 1979, como parte de la comedia Hot Stuff, cuando fue protagonista junto a Jerry Reed, Dom DeLuise y Suzanne Pleshette.
Ávalos también interpretó a Jesse Rodríguez en la comedia de situación en vivo Condo con McLean Stevenson, y en la comedia de situación en vivo E/R con Elliott Gould y Mary McDonnell, al Dr. Tomás Esquivel. También actuó en la comedia The Ringer como Stavi junto a Johnny Knoxville.